# Борково (Подляское воеводство)
Борково (пол. Borkowo) — деревня в Кольненском повете Подляского воеводства Польши. Входит в состав гмины Кольно. По данным переписи 2011 года, в деревне проживало 759 человек.

## География
Деревня расположена на северо-востоке Польши, на правом берегу реки Скрода (приток Писы), на расстоянии приблизительно 5 километров (по прямой) к юго-востоку от города Кольно, административного центра повета. Абсолютная высота — 116 метров над уровнем моря. Через Борково проходит национальная автодорога .

## История
Борково было основано князем Янушем Мазовецким в 1408 году. Согласно «Списку населенных мест Ломжинской губернии», в 1906 году в деревне Борково проживало 1110 человек (557 мужчин и 553 женщины). В конфессиональном отношении большинство население деревни составляли католики (1089 человек), остальные — евреи. В административном отношении деревня входила в состав гмины Малыплоцк Кольненского уезда.
В период с 1975 по 1998 годы Борково являлось частью Ломжинского воеводства.